# Abderrahim Tounsi
Abderrahim Tounsi (arabisch عبد الرحيم التونسي, DMG ʿAbd ar-Raḥīm at-Tūnisī) alias Abderraouf (arabisch عبد الرؤوف / ʿAbd ar-Raʾūf; * 27. Dezember 1936 in Casablanca; † 2. Januar 2023 ebenda) war ein marokkanischer Komiker.

## Leben und Karriere
Abderrahim Tounsi kam als jüngster von vier Söhnen seiner Eltern am 27. Dezember 1936 in Casablanca zur Welt. Seine Mutter starb, als er sechs Jahre alt war. Sein Vater heiratete erneut, ließ sich aber nach nur einem Jahr scheiden – nach Abderrahim Tounsis Angaben, weil sein jüngster Sohn mit der Stiefmutter nicht zurechtkam.
Nach dem Besuch der Koranschule in der Moschee seines Viertels in der Altstadt von Casablanca besuchte er eine Eliteschule, in der nur wenige marokkanische Schüler Aufnahme fanden – neben Tounsi unter anderem der spätere Premierminister Maati Bouabid und der Politiker Abdellatif Semlali. Tounsi musste die Schule jedoch nach der Grundschulzeit verlassen, um seine Familie finanziell zu unterstützen.
1953 trat er in die nationale Befreiungsbewegung gegen die französische Kolonialmacht ein und wurde ein Jahr lang inhaftiert. Im Gefängnis fing er mit anderen Häftlingen an, Theaterszenen zu spielen.
Nach seiner Entlassung aus der Haft arbeitete er zunächst auf einem Friedhof, anschließend als Arbeiter bei dem Automobilhersteller SOMACA. Zudem gründete er mit Freunden und ehemaligen Mithäftlingen eine Theatertruppe, die in Cafés auftrat und Adaptionen von Texten Molières aufführte.
1967 (nach anderen Angaben bereits 1960) schuf er nach dem Vorbild eines früheren Schulkameraden die komische und etwas einfältige Figur des „Abderraouf“, als der er mit näselnder Stimme und stets mit einem Fes als Kopfbedeckung in der Folge jahrzehntelang auftrat und bei Generationen von Marokkanern bekannt wurde.
Nach über 25-jähriger Präsenz auf der Bühne und im Fernsehen wurde es ab Mitte der 1990er Jahre allmählich stiller um Tounsi. Am Tiefpunkt seiner Karriere hatte er Mühe, Engagements zu finden. Er selbst führte dies auf unehrliche Veranstalter, zu teure Auftrittsorte und Unstimmigkeiten mit dem staatlichen Rundfunkbetreiber RTM zurück. Kritiker urteilten hingegen, die Figur des Abderraouf habe sich überlebt und sei zu vorhersehbar geworden; Tounsi habe sie über Jahrzehnte kein bisschen fortentwickelt, und das Publikum sei ihrer letztlich überdrüssig geworden.
Ab 2005 gelang ihm ein Comeback, und er fand Anerkennung unter jüngeren Kollegen seines Fachs; so berief sich der erfolgreiche marokkanischstämmige französische Schauspieler und Komiker Jamel Debbouze auf ihn, und er wurde auf Festivals geehrt. Ab 2010 spielte er in mehreren Filmen.
Tounsi wurde vielfach ausgezeichnet und galt als Vorreiter unter den Komikern seines Landes. Die Zeitung Maroc Hebdo schrieb in ihrem Nachruf auf Tounsi, „Abderraouf“ sei in Marokko zu einem Synonym für Naivität geworden.
Am 2. Januar 2023 starb er nach mehrjähriger Krankheit sechs Tage nach Vollendung seines 86. Lebensjahres in seiner Geburtsstadt Casablanca.

## Ehrungen und Auszeichnungen
2011 wurde er von der Fondation des Nuits de l’humour arabe in Antwerpen als „bester marokkanischer Komiker des 20. Jahrhunderts“ ausgezeichnet. Beim Internationalen Filmfestival von Marrakesch (FIFM) 2016, im Jahr seines 80. Geburtstags, wurde Tounsi in einer feierlichen Zeremonie für sein Lebenswerk geehrt. Es wurden Ausschnitte aus seinen Filmen gezeigt; anschließend wurde auf dem Festival außer Konkurrenz der Film Aammi („Mein Onkel“) des Regisseurs Nassim Abassi vorgeführt, in dem Tounsi die Hauptrolle spielte.